# Mcheta
Mcheta (a cé és a há is kiejtendő, grúz írással მცხეთა) Grúzia egyik legrégibb városa, Tbiliszitől 20 km-re északnyugatra. Az Aragvi és a Mtkvari folyók találkozásánál fekszik. Az i. e. 3. század és az i. sz. 5. század között az Ibéria Királyság fővárosa volt. 317-ben a grúzok itt vették fel a kereszténységet, és a város ma is Grúzia egyik fő egyházi központja, koronázó és temetkező városa.
A város két híres műemlékét, a Szvetichoveli-székesegyházat és a Dzsvari-kolostort 1994-ben a világörökség részévé nyilvánították, majd 2009-ben felkerült a veszélyeztetett világörökségi helyszínek listájára. Híres műemlékek még az Armazcihe erőd, a Szamtavro-kolostor és a Mikheil Mamulasvili park.
Mcheta közigazgatásilag a Mcheta-Mtianeti régió része.

## Etimológia
A várost i. e. 1000 körül alapították, a neve valószínűleg a karetvéli törzsek etnogezisében legnagyobb szerepet játszó nép nevéből, a muskhiból ered. Ebben az időben ez a törzscsoport nagy területen elterjedt, és domináns szerepet játszott a térségben.

## Szvetichoveli Székesegyház
A Szvetichoveli Székesegyház (სვეტიცხოვლის საკათედრო ტაძარი, Svet'icxovlis Sak'atedro T'aʒari, magyarul „Élő Oszlop székesegyház”) a grúz ortodox egyház központja és az ország második legnagyobb egyházi épülete a nemrég elkészült tbiliszi Szameba után.

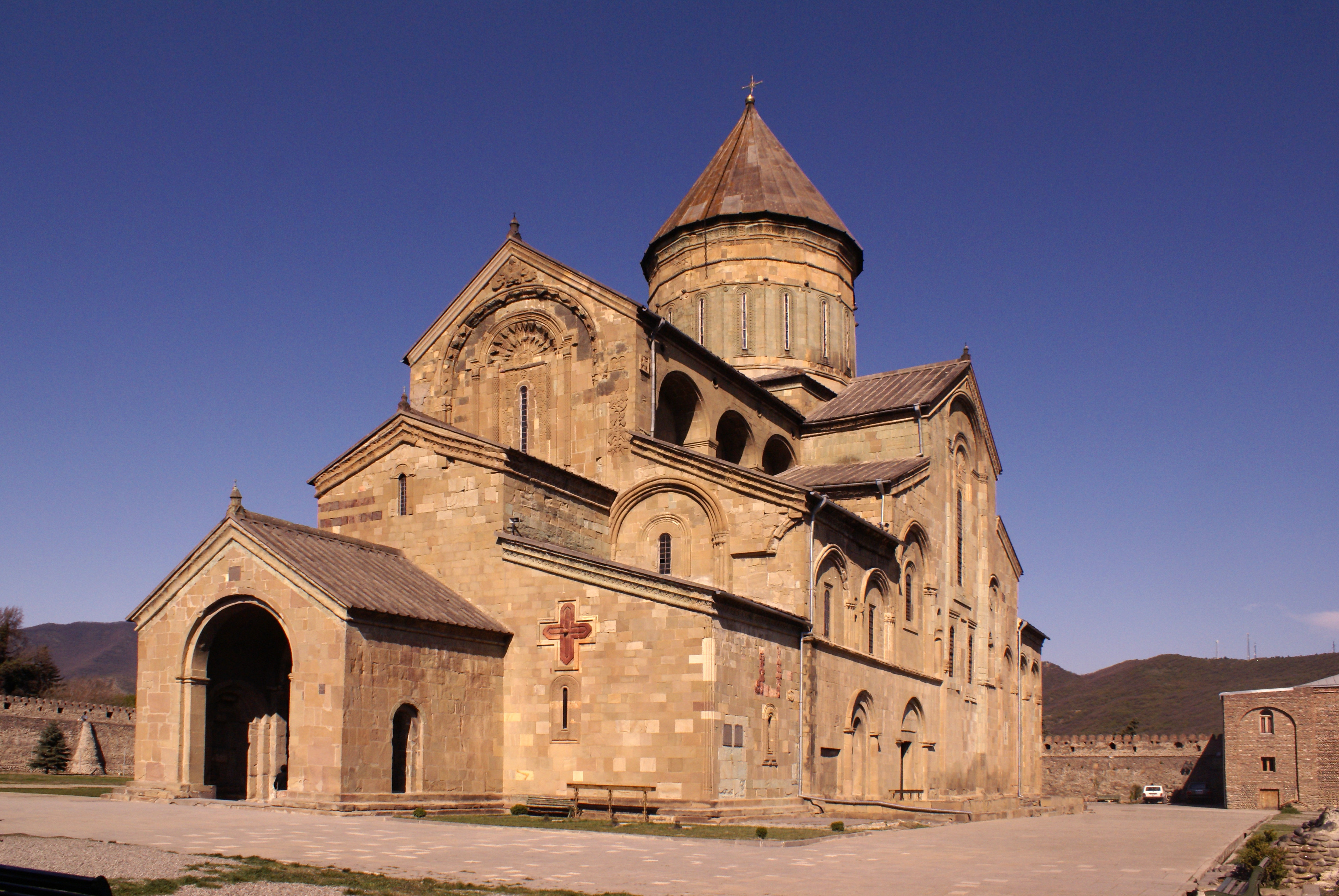
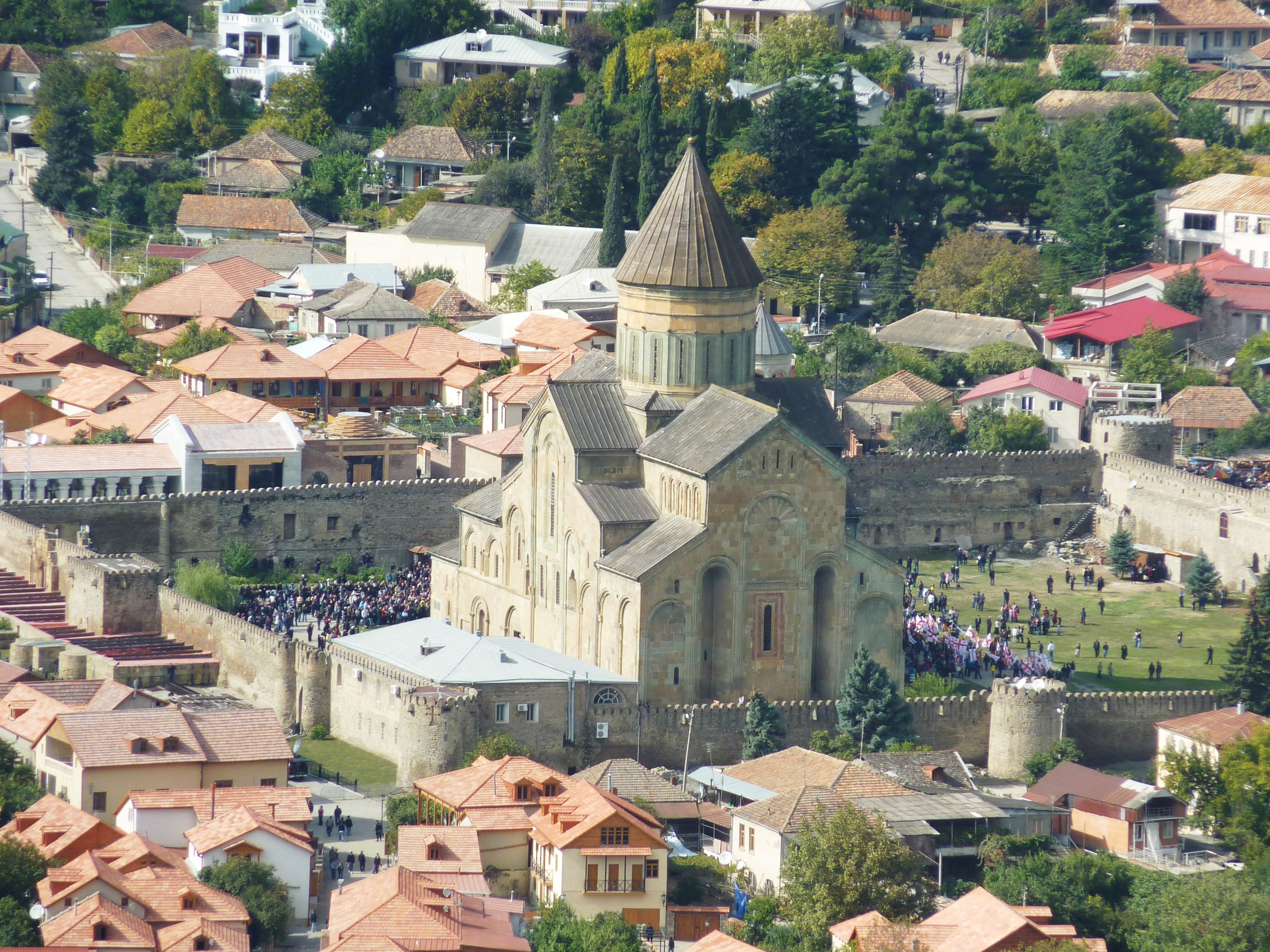
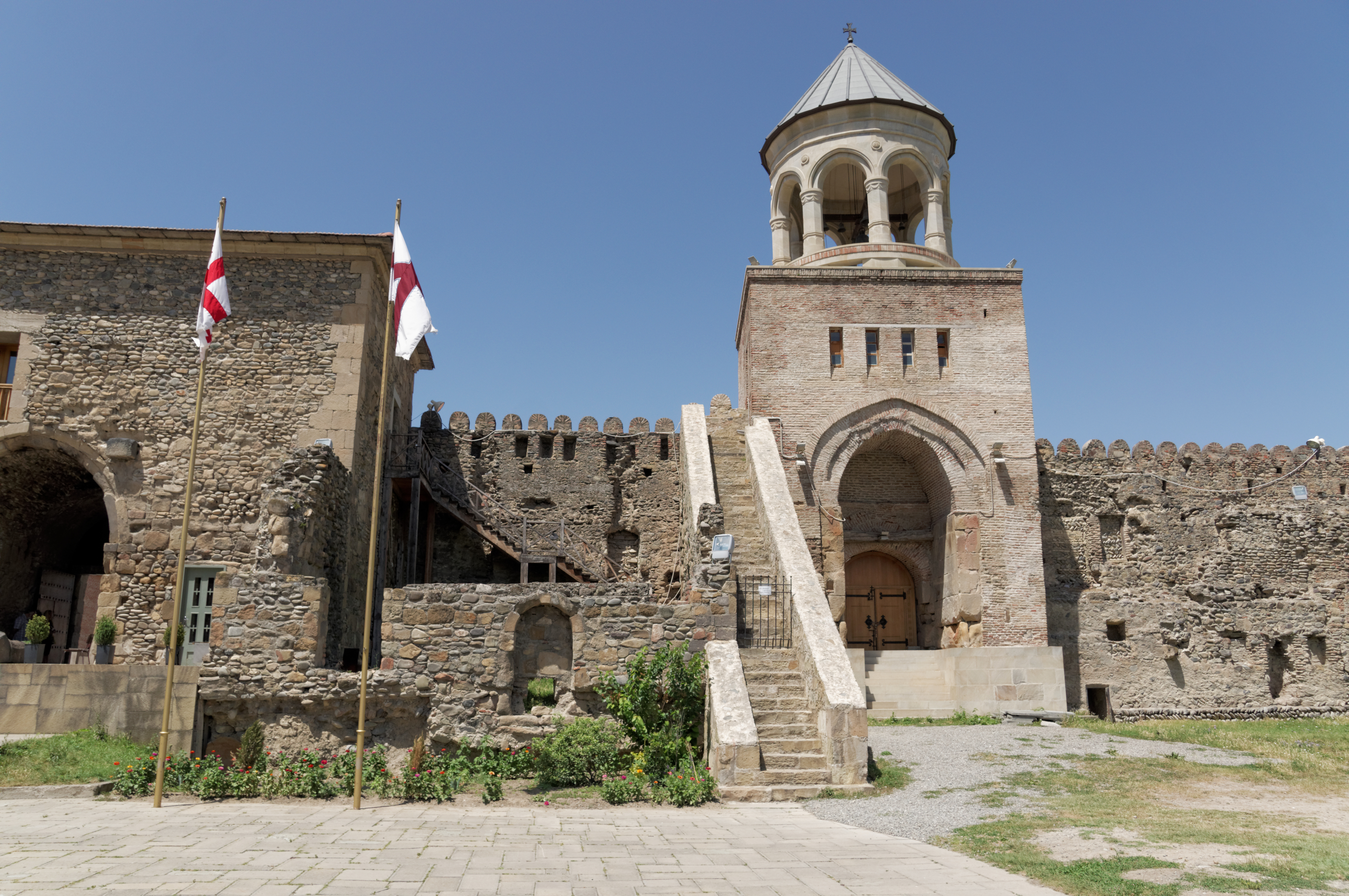
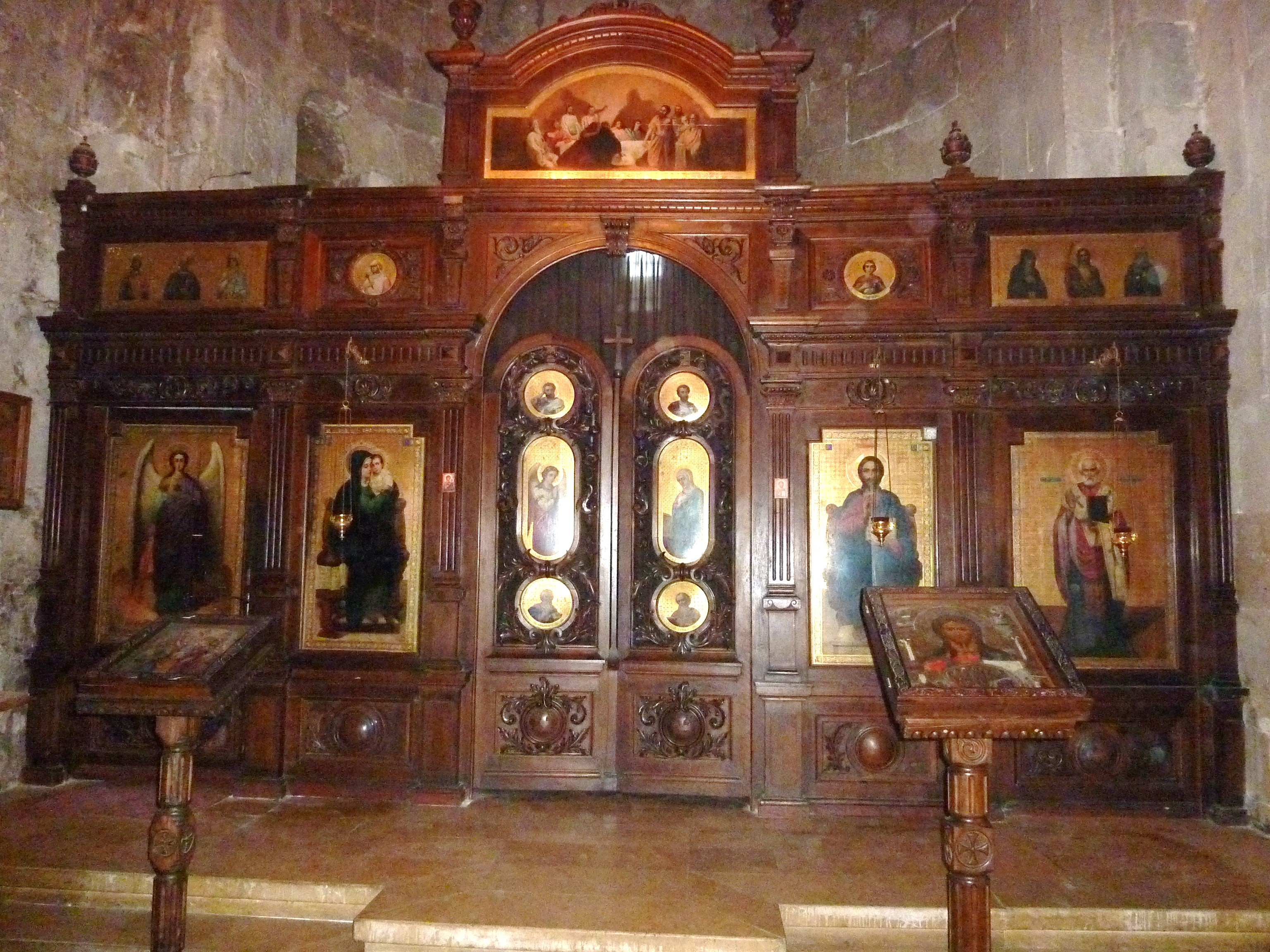
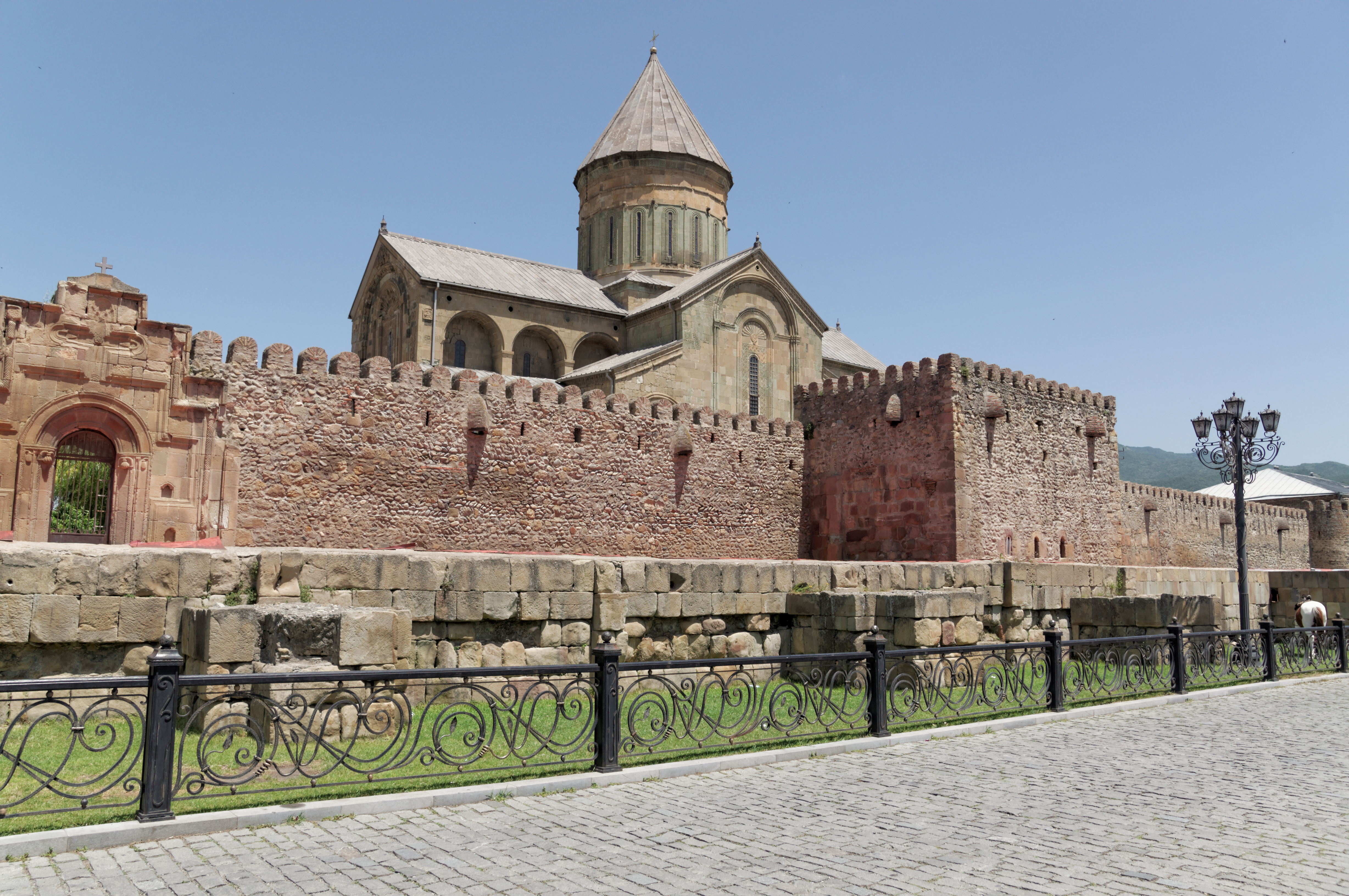

## A Dzsvari-kolostor
A Dzsvari-kolostor (ჯვარი, ჯვრის მონასტერი, magyarul a „Szent Kereszt-kolostor”) egy Mchetához közeli műemlék épület, mely a 6. században épült.
A hagyomány szerint Szent Nino, akinek nevét összekapcsolják a kereszténység felvételével Grúziában, a 4. század elején a mai épület helyén imádkozott és később egy keresztet állított Mcheta legmagasabb hegyén. Az első, kisebb templom 545 körül épült. A jelenlegi, nagyobb építmény 586 és 608 között épülhetett.
A századok folyamán bekövetkezett erózió és a többször helytelen felújítások miatt a monostor a 100 legveszélyeztetettebb műemlék között található.
A kolostor elrendezésével sok templomnak szolgált mintaként Grúziában, illetve a Dél-Kaukázusban. A homlokzatot változatos és különös domborművek díszítik.
Az épületkomplexum ma is fontos zarándokhely Szent Nino keresztjének maradványai miatt.

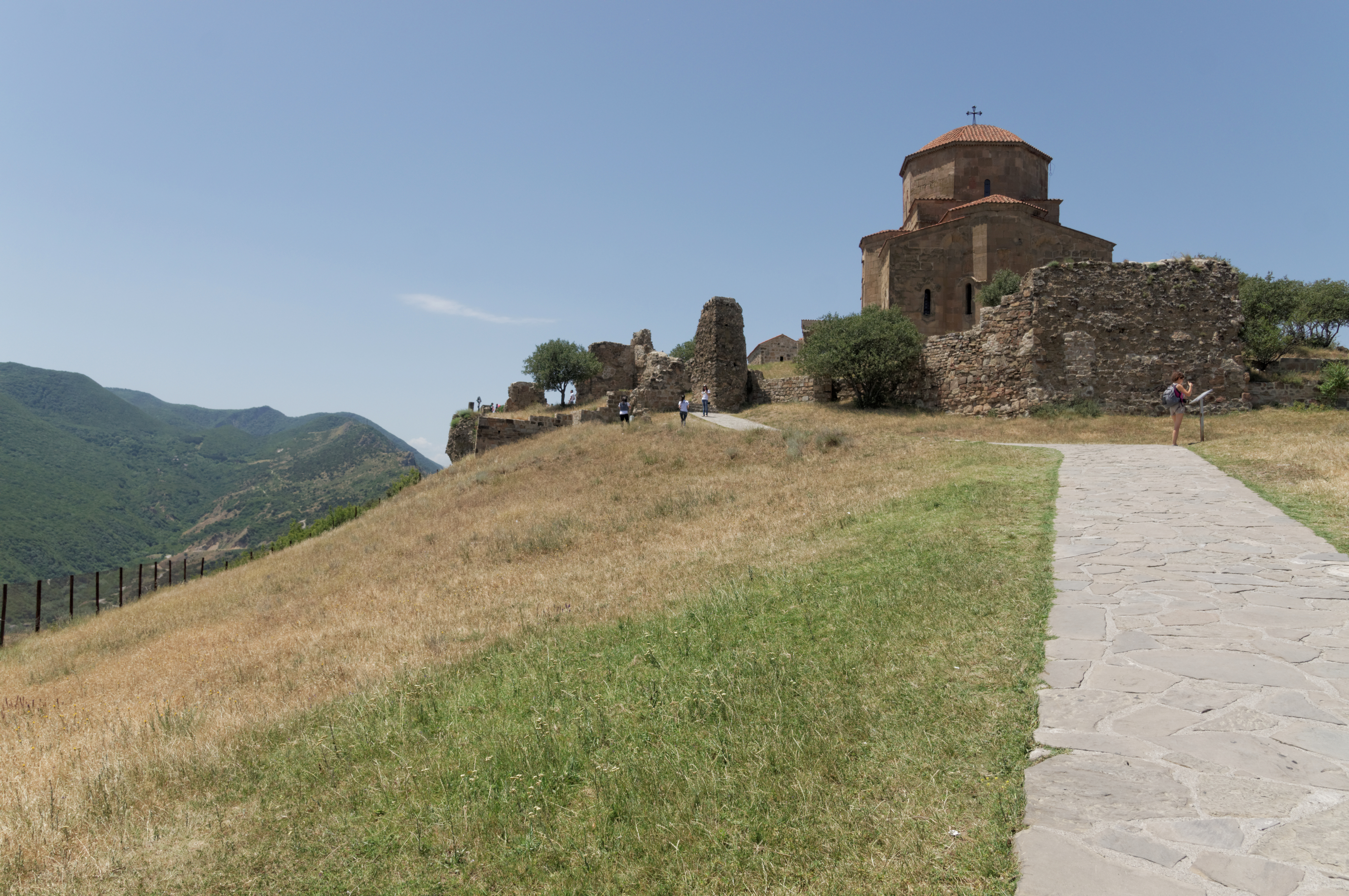
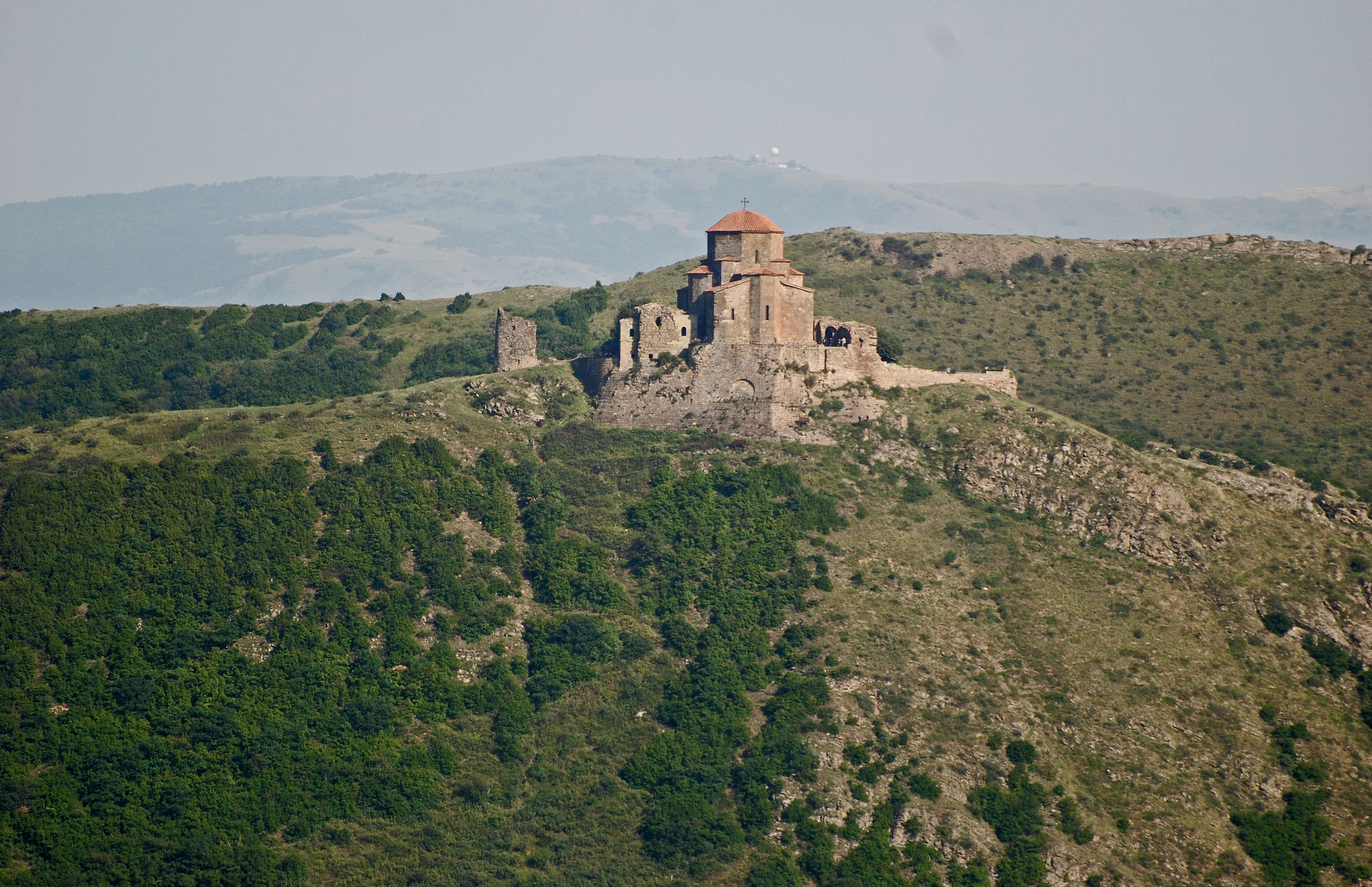

## Sport
A városban található Armazisz Stadionban játssza hazai mérkőzéseit a kétszeres grúz bajnok WIT Georgia Tbiliszi.

## Testvértelepülések
- Leuville-sur-Orge, Franciaország (2001)